# 南港系統交流道
南港系統交流道位於臺灣臺北市南港區，用於連結國道三號與國道五號，也是國道五號的起點，國道三號指標16k、國道五號指標0k。
|  | 16 南港系統 |  | 石碇 宜蘭      |
|  | 0 南港系統  |  | 新店 木柵 汐止 |

## 相關事件
2017年2月13日，一輛遊覽車在駛經國道五號南港系統交流道轉國道三號南下匝道時，車速過快於外側彎道側翻，造成車上33人喪生，11人受傷。

## 外部連結
- 國道三號南港系統交流道、南深路出口匝道示意圖 （页面存档备份，存于）（交通部高速公路局）
- 國道五號南港系統交流道示意圖（交通部高速公路局）